# Nationale I 2002/03
Die Nationale I 2002/03 war die 24. französische Mannschaftsmeisterschaft im Schach. Gleichzeitig war dies die letzte Saison, in welcher die höchste Spielklasse diese Bezeichnung trug, zur folgenden Spielzeit wurde sie in Top 16 umbenannt.
Meister wurde Paris NAO, während sich der Titelverteidiger C.E.M.C. Monaco mit dem achten Platz begnügen musste. Aus der Nationale II waren der Club de Union Saint Bruno-Bordeaux Echecs, der Club de Bischwiller und der Club de Tour Prends Garde! Besançon aufgestiegen (einen vierten Aufsteiger gab es nicht, da im Vorjahr A.J.E. Noyon in der Nationale I einen Abstiegsplatz belegt hatte, die zweite Mannschaft des Vereins jedoch gleichzeitig die Nordstaffel der Nationale II gewonnen hatte). Als einziger Aufsteiger erreichte Bischwiller den Klassenerhalt, während Bordeaux und Besançon zusammen mit Noyon und dem Club d’Echecs de Sautron absteigen mussten.
Zu den gemeldeten Mannschaftskadern siehe Mannschaftskader der Nationale I 2002/03.

## Modus
Das Turnier war unterteilt in eine Vorrunde und eine Endrunde. Die 16 teilnehmenden Mannschaften wurden in zwei Achtergruppen (Groupe A und Groupe B) eingeteilt und spielten in diesen ein einfaches Rundenturnier. Die ersten Vier beider Gruppen spielten im Poule Haute, die letzten vier im Poule Basse gegen den Abstieg. Mannschaften, die bereits in der Vorrunden aufeinandertrafen, spielten in der Endrunde nicht erneut gegeneinander. Über die Platzierung entschied zunächst die Summe der in Vorrunde und Endrunde erzielten Mannschaftspunkte (3 Punkte für einen Sieg, 2 Punkte für ein Unentschieden, 1 Punkt für eine Niederlage, 0 Punkte für eine kampflose Niederlage), anschließend die Differenz zwischen Gewinn- und Verlustpartien (ebenfalls unter Berücksichtigung von Vorrunde und Endrunde) und letztendlich die Zahl der Gewinnpartien.

## Spieltermine
Die Wettkämpfe wurden ausgetragen vom 31. Januar bis 2. Februar, vom 3. bis 6. April und vom 7. bis 10. Mai 2003. In der Groupe A wurden in den ersten drei Runden je zwei Wettkämpfe in Drancy und Sautron gespielt, während die vierte bis siebte Runde zentral in Bordeaux ausgerichtet wurde. In der Groupe B wurden in den ersten drei Runden je zwei Wettkämpfe in Montpellier und Bischwiller gespielt, während die vierte bis siebte Runde zentral in Besançon durchgeführt wurde. Sämtliche Wettkämpfe des Poule Haute und des Poule Basse fanden in Clermont-Ferrand statt.

## Vorrunde

### Gruppeneinteilung
Die 16 Mannschaften wurden wie folgt in die zwei Vorrunden eingeteilt:
| Groupe A                                      | Groupe B                                |
| --------------------------------------------- | --------------------------------------- |
| C.E.M.C. Monaco (1)                           | Club de Cannes Echecs (2)               |
| Club de Clichy-Echecs-92 (4)                  | Club de Echiquier Niçois (3)            |
| Paris NAO (5)                                 | Club de Mulhouse Philidor (6)           |
| Club de Orcher la Tour Gonfreville (8)        | Club de Montpellier Echecs (7)          |
| Club d’Echecs de Sautron (10)                 | Club de Vandœuvre-Echecs (9)            |
| Club de Cavalier Bleu Drancy (12)             | Club de Echiquier Nanceien (11)         |
| A.J.E. Noyon (15)                             | Club de Bischwiller (A)                 |
| Club de Union Saint Bruno-Bordeaux Echecs (A) | Club de Tour Prends Garde! Besançon (A) |

Anmerkung: Die Vorjahresplatzierung wird eingeklammert angegeben, bei den Aufsteigern ist stattdessen ein "A" angegeben.

### Groupe A
Schon vor der letzten Runde standen mit NAO, Clichy und Gonfreville drei Teilnehmer am Poule Haute fest, den letzten Startplatz sicherte sich Monaco im Fernduell mit Drancy.

#### Abschlusstabelle
| Pl. | Verein                                        | Sp | G | U | V | MP | Brett-P. |
| --- | --------------------------------------------- | -- | - | - | - | -- | -------- |
| 01. | Paris NAO                                     | 7  | 7 | 0 | 0 | 21 | 36:5     |
| 02. | Club de Clichy-Echecs-92                      | 7  | 6 | 0 | 1 | 19 | 39:5     |
| 03. | Club de Orcher la Tour Gonfreville            | 7  | 5 | 0 | 2 | 17 | 24:13    |
| 04. | C.E.M.C. Monaco (M)                           | 7  | 4 | 0 | 3 | 15 | 25:17    |
| 05. | Club de Cavalier Bleu Drancy                  | 7  | 2 | 1 | 4 | 12 | 15:29    |
| 06. | Club de Union Saint Bruno-Bordeaux Echecs (N) | 7  | 2 | 0 | 5 | 11 | 13:37    |
| 07. | A.J.E. Noyon                                  | 7  | 0 | 2 | 5 | 9  | 16:35    |
| 08. | Club d’Echecs de Sautron                      | 7  | 0 | 1 | 6 | 8  | 11:38    |

#### Entscheidungen
|     | Teilnehmer am Poule Haute: Paris NAO, Club de Clichy-Echecs-92, Club de Orcher la Tour Gonfreville, C.E.M.C. Monaco                        |
|     | Teilnehmer am Poule Basse: Club de Cavalier Bleu Drancy, Club de Union Saint Bruno-Bordeaux Echecs, A.J.E. Noyon, Club d’Echecs de Sautron |
| (M) | Meister der letzten Saison |
| (N) | Aufsteiger der letzten Saison |

#### Kreuztabelle
| Ergebnisse | Ergebnisse                                | 01. | 02. | 03. | 04. | 05. | 06. | 07. | 08. |
| ---------- | ----------------------------------------- | --- | --- | --- | --- | --- | --- | --- | --- |
| 01.        | Paris NAO                                 |     | 3:0 | 3:2 | 5:0 | 6:1 | 6:0 | 5:1 | 8:1 |
| 02.        | Club de Clichy-Echecs-92                  | 0:3 |     | 4:0 | 5:1 | 5:0 | 9:0 | 8:1 | 8:0 |
| 03.        | Club de Orcher la Tour Gonfreville        | 2:3 | 0:4 |     | 3:0 | 3:1 | 6:2 | 4:2 | 6:1 |
| 04.        | C.E.M.C. Monaco                           | 0:5 | 1:5 | 0:3 |     | 5:0 | 6:1 | 7:2 | 6:1 |
| 05.        | Club de Cavalier Bleu Drancy              | 1:6 | 0:5 | 1:3 | 0:5 |     | 5:3 | 4:4 | 4:3 |
| 06.        | Club de Union Saint Bruno-Bordeaux Echecs | 0:6 | 0:9 | 2:6 | 1:6 | 3:5 |     | 4:3 | 3:2 |
| 07.        | A.J.E. Noyon                              | 1:5 | 1:8 | 2:4 | 2:7 | 4:4 | 3:4 |     | 3:3 |
| 08.        | Club d’Echecs de Sautron                  | 1:8 | 0:8 | 1:6 | 1:6 | 3:4 | 2:3 | 3:3 |     |

### Groupe B
In der zweiten Gruppe hatten sich Cannes, Nice, Mulhouse und Montpellier schon vor der letzten Runde die Plätze im Poule Haute gesichert.

#### Abschlusstabelle
| Pl. | Verein                                  | Sp | G | U | V | MP | Brett-P. |
| --- | --------------------------------------- | -- | - | - | - | -- | -------- |
| 01. | Club de Cannes Echecs                   | 7  | 7 | 0 | 0 | 21 | 32:7     |
| 02. | Club de Echiquier Niçois                | 7  | 6 | 0 | 1 | 19 | 27:6     |
| 03. | Club de Mulhouse Philidor               | 7  | 5 | 0 | 2 | 17 | 25:9     |
| 04. | Club de Montpellier Echecs              | 7  | 4 | 0 | 3 | 15 | 29:16    |
| 05. | Club de Bischwiller (N)                 | 7  | 2 | 1 | 4 | 12 | 13:16    |
| 06. | Club de Echiquier Nanceien              | 7  | 1 | 1 | 5 | 10 | 9:31     |
| 07. | Club de Tour Prends Garde! Besançon (N) | 7  | 1 | 0 | 6 | 9  | 12:33    |
| 08. | Club de Vandœuvre-Echecs                | 7  | 1 | 0 | 6 | 9  | 7:36     |

#### Entscheidungen
|     | Teilnehmer am Poule Haute: Club de Cannes Echecs, Club de Echiquier Niçois, Club de Mulhouse Philidor, Club de Montpellier Echecs         |
|     | Teilnehmer am Poule Basse: Club de Bischwiller, Club de Echiquier Nanceien, Club de Tour Prends Garde! Besançon, Club de Vandœuvre-Echecs |
| (N) | Aufsteiger der letzten Saison |

#### Kreuztabelle
| Ergebnisse | Ergebnisse                          | 01. | 02. | 03. | 04. | 05. | 06. | 07. | 08. |
| ---------- | ----------------------------------- | --- | --- | --- | --- | --- | --- | --- | --- |
| 01.        | Club de Cannes Echecs               |     | 3:1 | 3:1 | 4:3 | 3:0 | 6:1 | 4:1 | 9:0 |
| 02.        | Club de Echiquier Niçois            | 1:3 |     | 2:1 | 4:0 | 3:2 | 4:0 | 7:0 | 6:0 |
| 03.        | Club de Mulhouse Philidor           | 1:3 | 1:2 |     | 4:2 | 3:0 | 5:0 | 5:2 | 6:0 |
| 04.        | Club de Montpellier Echecs          | 3:4 | 0:4 | 2:4 |     | 2:1 | 8:1 | 6:1 | 8:1 |
| 05.        | Club de Bischwiller                 | 0:3 | 2:3 | 0:3 | 1:2 |     | 1:1 | 6:2 | 3:2 |
| 06.        | Club de Echiquier Nanceien          | 1:6 | 0:4 | 0:5 | 1:8 | 1:1 |     | 3:5 | 3:2 |
| 07.        | Club de Tour Prends Garde! Besançon | 1:4 | 0:7 | 2:5 | 1:6 | 2:6 | 5:3 |     | 1:2 |
| 08.        | Club de Vandœuvre-Echecs            | 0:9 | 0:6 | 0:6 | 1:8 | 2:3 | 2:3 | 2:1 |     |

## Endrunde

### Poule Haute
Obwohl nach der Vorrunde noch NAO und Cannes mit 7 Siegen gleichauf lagen, sicherte sich NAO bereits vor der letzten Runde den Titel.

#### Abschlusstabelle
| Pl. | Verein                             | Sp | G  | U | V | MP | Brett-P. |
| --- | ---------------------------------- | -- | -- | - | - | -- | -------- |
| 01. | Paris NAO                          | 11 | 11 | 0 | 0 | 33 | 56:6     |
| 02. | Club de Clichy-Echecs-92           | 11 | 9  | 1 | 1 | 30 | 55:9     |
| 03. | Club de Cannes Echecs              | 11 | 8  | 1 | 2 | 28 | 40:19    |
| 04. | Club de Mulhouse Philidor          | 11 | 7  | 0 | 4 | 25 | 36:17    |
| 05. | Club de Echiquier Niçois           | 11 | 7  | 0 | 4 | 25 | 33:20    |
| 06. | Club de Orcher la Tour Gonfreville | 11 | 6  | 0 | 5 | 23 | 30:28    |
| 07. | Club de Montpellier Echecs         | 11 | 5  | 1 | 5 | 22 | 38:32    |
| 08. | C.E.M.C. Monaco (M)                | 11 | 5  | 1 | 5 | 22 | 33:31    |

#### Entscheidungen
|     | Französischer Meister: Paris NAO |
| (M) | Meister der letzten Saison       |

#### Kreuztabelle
| Ergebnisse | Ergebnisse                         | 01. | 02. | 03. | 04. | 05. | 06. | 07. | 08. |
| ---------- | ---------------------------------- | --- | --- | --- | --- | --- | --- | --- | --- |
| 01.        | Paris NAO                          |     |     | 6:0 | 5:0 | 5:1 |     | 4:0 |     |
| 02.        | Club de Clichy-Echecs-92           |     |     | 2:2 | 3:1 | 4:0 |     | 7:1 |     |
| 03.        | Club de Cannes Echecs              | 0:6 | 2:2 |     |     |     | 4:1 |     | 2:3 |
| 04.        | Club de Mulhouse Philidor          | 0:5 | 1:3 |     |     |     | 5:0 |     | 5:0 |
| 05.        | Club de Echiquier Niçois           | 1:5 | 0:4 |     |     |     | 1:3 |     | 4:2 |
| 06.        | Club de Orcher la Tour Gonfreville |     |     | 1:4 | 0:5 | 3:1 |     | 2:5 |     |
| 07.        | Club de Montpellier Echecs         | 0:4 | 1:7 |     |     |     | 5:2 |     | 3:3 |
| 08.        | C.E.M.C. Monaco                    |     |     | 3:2 | 0:5 | 2:4 |     | 3:3 |     |

### Poule Basse
In der Abstiegsrunde standen vor der letzten Runde mit Bordeaux, Noyon und Sautron bereits drei Absteiger fest. Um den Klassenerhalt kämpften in der letzten Runde Vandœuvre, Drancy, Nancy und Besançon. Da Vandœuvre gewann, Drancy unentschieden spielte und Nancy nur knapp verlor, hätte sich Besançon allerdings selbst dann nicht mehr behaupten können, wenn sie anstelle eines Unentschiedens gewonnen hätten.

#### Abschlusstabelle
| Pl. | Verein                                        | Sp | G | U | V  | MP | Brett-P. |
| --- | --------------------------------------------- | -- | - | - | -- | -- | -------- |
| 09. | Club de Bischwiller (N)                       | 11 | 4 | 3 | 4  | 22 | 25:23    |
| 10. | Club de Vandœuvre-Echecs                      | 11 | 5 | 0 | 6  | 21 | 27:40    |
| 11. | Club de Cavalier Bleu Drancy                  | 11 | 3 | 3 | 5  | 20 | 23:38    |
| 12. | Club de Echiquier Nanceien                    | 11 | 3 | 2 | 6  | 19 | 28:36    |
| 13. | Club de Tour Prends Garde! Besançon (N)       | 11 | 3 | 1 | 7  | 18 | 24:42    |
| 14. | Club de Union Saint Bruno-Bordeaux Echecs (N) | 11 | 3 | 1 | 7  | 18 | 22:49    |
| 15. | Club de A.J.E. Noyon                          | 11 | 0 | 3 | 8  | 14 | 22:54    |
| 16. | Club d’Echecs de Sautron                      | 11 | 0 | 1 | 10 | 12 | 13:61    |

#### Entscheidungen
|     | Absteiger in die Nationale II: Club de Tour Prends Garde! Besançon, Club de Union Saint Bruno-Bordeaux Echecs, Club de A.J.E. Noyon, Club d’Echecs de Sautron |
| (N) | Aufsteiger der letzten Saison |

#### Kreuztabelle
| Ergebnisse | Ergebnisse                                | 09. | 10. | 11. | 12. | 13. | 14. | 15. | 16. |
| ---------- | ----------------------------------------- | --- | --- | --- | --- | --- | --- | --- | --- |
| 09.        | Club de Bischwiller                       |     |     | 1:1 |     |     | 3:3 | 4:3 | 4:0 |
| 10.        | Club de Vandoeuvre-Echecs                 |     |     | 4:2 |     |     | 4:2 | 5:0 | 7:0 |
| 11.        | Club de Cavalier Bleu Drancy              | 1:1 | 2:4 |     | 2:2 | 3:2 |     |     |     |
| 12.        | Club de Echiquier Nanceien                |     |     | 2:2 |     |     | 2:3 | 7:0 | 8:0 |
| 13.        | Club de Tour Prends Garde! Besançon       |     |     | 2:3 |     |     | 3:1 | 3:3 | 4:2 |
| 14.        | Club de Union Saint Bruno-Bordeaux Echecs | 3:3 | 2:4 |     | 3:2 | 1:3 |     |     |     |
| 15.        | Club de A.J.E. Noyon                      | 3:4 | 0:5 |     | 0:7 | 3:3 |     |     |     |
| 16.        | Club d’Echecs de Sautron                  | 0:4 | 0:7 |     | 0:8 | 2:4 |     |     |     |

## Die Meistermannschaft
| 1.            | Paris NAO |
| Schachfiguren | Joël Lautier, Michael Adams, Laurent Fressinet, Francisco Vallejo Pons, Arnaud Hauchard, Igor-Alexandre Nataf, Sébastien Mazé, Almira Scripcenco, Jose-Claude de Sousa, Wladimir Kramnik, Alexander Grischtschuk, Étienne Bacrot, Jorge Lopez, Pjotr Swidler. |